# Начальник Сил обороны (Австралия)
Начальник Сил обороны (CDF) (англ. Chief of the Defence Force) — самый высокопоставленный и старший офицер Сил обороны Австралии и главный военный советник Комитета национальной безопасности и министра обороны.

## История
До 1958 года данной должности или его эквивалента не существовало; существовал Комитет начальников штабов (COSC), но не было отдельной должности старшего офицера. Вместо этого старший начальник службы служил в качестве председателя Комитета начальников штабов. 23 марта 1958 года генерал-лейтенант Сэр Генри Уэллс был назначен Председателем Комитета начальников штабов (CCSC) - должность, независимая от начальников сухопутных войск, военно-морского флота и военно-воздушных сил и условно старшая по отношению к ним. Однако Уэллс и его преемники не командовали австралийскими вооруженными силами в каком-либо юридическом смысле; председатель имел лишь консультативную роль в управлении отдельными службами. 8 февраля 1976 года COSC был распущен, и на следующий день была учреждена новая должность Начальника штаба Сил обороны (CDFS) с полномочиями командования Силами обороны. 25 октября 1984 года должность была переименована в Начальника Сил обороны, чтобы более четко отразить роль и полномочия.

## Обязанности
Начальник Сил обороны командует Силами обороны под руководством министра обороны и предоставляет консультации по вопросам, связанным с военной деятельностью, включая военные операции. В условиях диархии, он выступает в качестве сопредседателя Комитета по обороне, совместно с секретарём обороны осуществляя командование и контроль над Австралийской оборонной организацией.
Начальник Сил обороны - это австралийский эквивалент должности, которая в НАТО и Европейском союзе известна как начальник обороны, в Великобритании - как Начальник штаба обороны, а в США - как Председатель Объединенного комитета начальников штабов, хотя последнему по закону запрещено иметь оперативное командование над Вооружёнными силами США.
Согласно Конституции Австралии, Генерал-губернатор Австралии де-юре является главнокомандующим Силами обороны. Однако на практике Правительство Австралии де-факто осуществляет исполнительную власть через Федеральный исполнительный совет. CDF назначается генерал-губернатором по рекомендации его/её министров. Это назначение политически нейтрально, как и все военные должности, и на него не влияет смена правительства.
С 4 июля 2014 года, согласно Закону об обороне (1903), Начальник Сил обороны назначается на фиксированный четырехлетний срок. До этой даты назначение производилось на три года. По идее, данная должность чередуется между Королевскими ВМФ Австралии, Армией Австралии и Королевскими ВВС Австралии. Однако на практике это не так: из девятнадцати назначенцев десять были из армии, пять - из ВМФ и четыре - из ВВС.
В мирное время Начальник Сил обороны является единственным четырёхзвёздным офицером в Силах обороны (Генерал, Главный маршал авиации или Адмирал). Начальнику Сил обороны оказывает помощь Заместитель начальника Сил обороны (VCDF), который является председателем Комитета начальников служб, состоящего из следующих начальников: Начальник Армии (CA), Начальник ВВС (CAF) и Начальник Флота (CN), все из которых являются трёхзвёздными офицерами (Генерал-лейтенант, Маршал авиации и Вице-адмирал), как и VCDF.

## Назначения
В следующем списке в хронологическом порядке перечислены те, кто занимал должность Начальника Силами обороны или предшествующие ей должности. Официальное название должности в тот период времени указано непосредственно перед офицерами, занимавшими эту должность.
| Номер                                           | Портрет | Имя (Годы жизни)                                    | Вступил в должность | Дата отставки   | Время в должности | Вид войск                 |
| ----------------------------------------------- | ------- | --------------------------------------------------- | ------------------- | --------------- | ----------------- | ------------------------- |
| Председатель Комитета начальников штабов (CCSC) |         |                                                     |                     |                 |                   |                           |
| 1                                               |         | Генерал-лейтенант Генри Уэллс (1898—1973)           | 23 марта 1958       | 22 марта 1959   | 364 дня           | Армия Австралии           |
| 2                                               |         | Вице-адмирал Рой Доулинг (1901—1969)                | 23 марта 1959       | 27 мая 1961     | 2 года, 65 дней   | Королевский ВМФ Австралии |
| 3                                               |         | Главный маршал авиации Фредерик Шергер (1904—1984)  | 28 мая 1961         | 18 мая 1966     | 4 года, 355 дней  | Королевские ВВС Австралии |
| 4                                               |         | Генерал Джон Уилтон (1910—1981)                     | 19 мая 1966         | 22 ноября 1970  | 4 года, 187 дней  | Армия Австралии           |
| 5                                               |         | Адмирал Виктор Смит (1913—1998)                     | 23 ноября 1970      | 23 ноября 1975  | 5 лет             | Королевский ВМФ Австралии |
| 6                                               |         | Генерал Фрэнк Хассетт (1918—2008)                   | 24 ноября 1975      | 8 февраля 1976  | 76 дней           | Армия Австралии           |
| Начальник штаба Сил обороны (CDFS)              |         |                                                     |                     |                 |                   |                           |
| 6                                               |         | Генерал Фрэнк Хассетт (1918—2008)                   | 9 февраля 1976      | 20 апреля 1977  | 1 год, 70 дней    | Армия Австралии           |
| 7                                               |         | Генерал Артур Макдональд (1919—1995)                | 21 апреля 1977      | 20 апреля 1979  | 1 год, 364 дня    | Армия Австралии           |
| 8                                               |         | Адмирал Энтони Синнот (1922—2001)                   | 21 апреля 1979      | 20 апреля 1982  | 2 года, 364 дня   | Королевский ВМФ Австралии |
| 9                                               |         | Главный маршал авиации Невилл Макнамара (1923—2014) | 21 апреля 1982      | 12 апреля 1984  | 1 год, 357 дней   | Королевские ВВС Австралии |
| 10                                              |         | Генерал Филипп Беннетт (1928—2023)                  | 13 апреля 1984      | 25 октября 1984 | 195 дней          | Армия Австралии           |
| Начальник Сил обороны (CDF)                     |         |                                                     |                     |                 |                   |                           |
| 10                                              |         | Генерал Филлип Беннетт (1928—2023)                  | 26 октября 1984     | 12 апреля 1987  | 2 года, 168 дней  | Армия Австралии           |
| 11                                              |         | Генерал Питер Грейшн (род. 1932)                    | 13 апреля 1987      | 16 апреля 1993  | 6 лет, 3 дня      | Армия Австралии           |
| 12                                              |         | Адмирал Алан Бомонт (1934—2004)                     | 17 апреля 1993      | 6 июля 1995     | 2 года, 80 дней   | Королевский ВМФ Австралии |
| 13                                              |         | Генерал Джон Бейкер (1936—2007)                     | 7 июля 1995         | 3 июля 1998     | 2 года, 361 день  | Армия Австралии           |
| 14                                              |         | Адмирал Крис Барри (род. 1945)                      | 4 июля 1998         | 3 июля 2002     | 3 года, 364 дня   | Королевский ВМФ Австралии |
| 15                                              |         | Генерал Питер Косгроув (род. 1947)                  | 4 июля 2002         | 3 июля 2005     | 2 года, 364 дня   | Армия Австралии           |
| 16                                              |         | Главный маршал авиации Ангус Хьюстон (род. 1947)    | 4 июля 2005         | 3 июля 2011     | 5 лет, 364 дня    | Королевские ВВС Австралии |
| 17                                              |         | Генерал Дэвид Хёрли (род. 1953)                     | 4 июля 2011         | 30 июня 2014    | 2 года, 361 день  | Армия Австралии           |
| 18                                              |         | Главный маршал авиации Марк Бинскин (род. 1960)     | 30 июня 2014        | 6 июля 2018     | 4 года, 6 дней    | Королевские ВВС Австралии |
| 19                                              |         | Генерал Ангус Кэмпбелл (род. в XX веке)             | 6 июля 2018         | Настоящее время |                   | Армия Австралии           |

### Живые Начальники Сил обороны
| Звание                 | Имя            | Дата рождения            |
| ---------------------- | -------------- | ------------------------ |
| Генерал                | Питер Грейшн   | 6 января 1932 (93 года)  |
| Адмирал                | Крис Барри     | 29 мая 1945 (80 лет)     |
| Генерал                | Питер Косгроув | 28 июля 1947 (78 лет)    |
| Главный маршал авиации | Ангус Хьюстон  | 9 июня 1947 (78 лет)     |
| Генерал                | Дэвид Хёрли    | 26 августа 1953 (71 год) |
| Главный маршал авиации | Марк Бинскин   | 20 марта 1960 (65 лет)   |
| Генерал                | Ангус Кэмпбелл | XX век                   |